# Bagrat IV
Bagrat IV (Georgisch: ბაგრატ IV) (1018 - 24 november 1072), uit het huis Bagrationi, was koning van Georgië van 1027 tot 1072. Tijdens zijn lange en bewogen regeerperiode, trachtte Bagrat om de hoge adel te onderdrukken en de Georgië uit de invloedssfeer van het Byzantijnse Rijk en de Seltsjoeken te krijgen. Net als de vele middeleeuwse koningen van het Kaukasus droeg hij verschillende Byzantijnse titels, met name nobelissimos, curopalates en sebastos.

## Vroege regeerperiode
Hij was de zoon van koning George I en zijn vrouw Mariam van Vaspurakan. Op driejarige leeftijd werd Bagrat door zijn vader als gijzelaar overgeleverd aan de Byzantijnse keizer Basileios II als een prijs voor de nederlaag van George in de oorlog van 1022.

## Tussen hamer en aambeeld

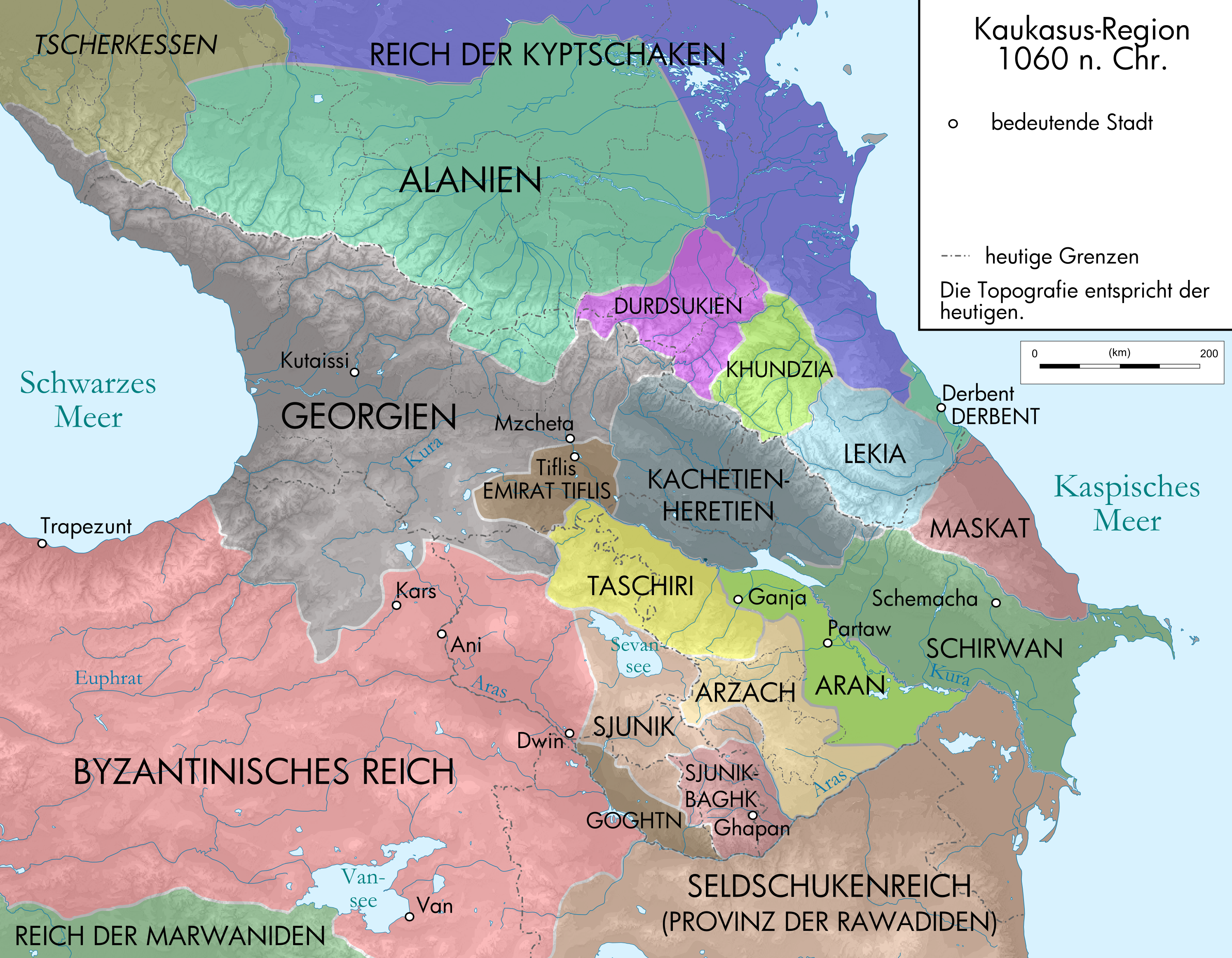
Georgië en de Kaukasus in 1060.

Zijn hele leven lang zal hij laveren tussen het Byzantijnse Rijk en het Seltsjoekenrijk en daarbij de hele regio in rep en roer te zetten. In de jaren 40 van de 11de eeuw kreeg hij het aan de stok met de invloedrijke Liparitiden familie, die hem van de troon stootten en het Emiraat Tbilisi binnenvielen. Het begin van de Byzantijns-Seltsjoekse oorlogen, de Slag bij Kapetron (1048). Als hij later een nicht van hem ten huwelijk gaf aan Alp Arslan (1063?), zei Constantijn X Doukas het vredesverdrag met de Seltsjoeken op. Om de plooien glad te strijken, moest hij zijn dochter Maria van Alanië uithuwelijken aan de zoon van Constantijn, Michaël VII Doukas (1065). 
De erfenis van keizer Romanos IV Diogenes was zwaar en zal leiden tot een zware nederlaag, de Slag bij Manzikert (1071), het einde van de Byzantijnse suprematie in de regio.

## Huwelijken en kinderen
Zijn eerste vrouw was Helena, nicht van Byzantijnse keizer Romanos III na diens dood trouwde hij met de dochter van de koning van Alanië, Borena:
- George II
- Maria van Alanië